# Rodmond Roblin

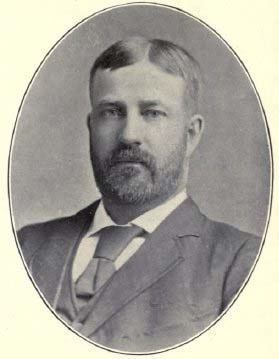
Rodmond Palen Roblin

Sir Rodmond Palen Roblin, KCMG (* 15. Februar 1853 in Sophiasburgh, Oberkanada; † 16. Februar 1937 in Hot Springs, Arkansas) war ein kanadischer Politiker und Unternehmer. Von 1888 bis 1892 sowie von 1896 bis 1915 war er Abgeordneter der Legislativversammlung von Manitoba. Im Oktober 1900 trat er das Amt des Premierministers an und übte dieses bis Mai 1915 aus. Während dieser Zeit war er auch Vorsitzender der Progressive Conservative Party of Manitoba. Ein Korruptionsskandal beim Bau des Parlamentsgebäudes in Winnipeg zwang ihn zum Rücktritt. Sein Neffe Dufferin Roblin regierte die Provinz von 1958 bis 1967.

## Biografie
Palens Familie stammte von holländischstämmigen Loyalisten aus Orange County (New York) ab, die Ende des 18. Jahrhunderts nach Oberkanada (heute Ontario) gezogen waren. Nach Beendigung seiner Ausbildung am Albert College in Belleville zog Palen nach Manitoba. In Winnipeg und später in Carman ging er verschiedenen geschäftlichen Aktivitäten nach, unter anderem als Getreidehändler und Besitzer eines Warenhauses. Fünf Jahre lang war er Bürgermeister der ländlichen Gemeinde Dufferin. Als Mitglied der Manitoba Liberal Party kandidierte er im Dezember 1886 bei der Wahl zur Legislativversammlung von Manitoba, unterlag aber. Schließlich gewann er im Mai 1888 eine Nachwahl im Wahlkreis North Dufferin.
Unzufrieden mit der Eisenbahnpolitik des liberalen Premierministers Thomas Greenway, wechselte Palen im Juli 1889 zu den oppositionellen Konservativen, bei denen er rasch eine führende Rolle übernahm. Doch bei der Neuwahl im Juli 1892 verlor er seinen Sitz im Parlament. Im Januar 1896 zog er wieder ins Parlament, dieses Mal für den Wahlkreis Woodlands. Bei der Wahl im Dezember 1899 errangen die Konservativen knapp die Mehrheit und Hugh John Macdonald wurde neuer Premierminister. Nur elf Monate später trat Macdonald zurück, um (letztlich erfolglos) zur Unterhauswahl 1900 anzutreten. Roblin übernahm am 29. Oktober 1900 von Macdonald das Amt des Premierministers von Manitoba. Er stand auch der Eisenbahnkommission vor und ernannte sich selbst zum Landwirtschaftsminister. Damit hatte er die drei einflussreichsten Posten im Kabinett inne.
Roblin regierte in einer Zeit sozialer und wirtschaftlicher Umwälzungen. Das große Bevölkerungswachstum erforderte neue staatliche Dienstleistungen wie Spitäler und Schulen; hinzu kam ein massiver Ausbau der Verkehrs- und Kommunikationsinfrastruktur. Angesichts der hohen Kosten und der Ineffizienz des Telefonsystems wurden 1908 die Anlagen der Bell Telephone Company verstaatlicht, wodurch das erste von einer Provinz geführte Unternehmen in Kanada entstand. Zwei Jahre später begann die Regierung mit dem Bau Dutzender neuer Getreideheber, um die Nachfrage nach Lagerkapazitäten zu befriedigen.
Die konservative Regierung war in wirtschaftlicher Hinsicht progressiv, nicht jedoch in gesellschaftlichen Fragen. Roblin sprach sich entschieden gegen das Frauenwahlrecht aus und hatte in der Öffentlichkeit heftige Auseinandersetzungen mit der prominenten Frauenrechtlerin Nellie McClung. Beim Arbeitsrecht sprach er sich ebenfalls gegen Verbesserungen aus und unternahm sogar Schritte, um die bestehenden Gesetze zu unterlaufen. Sein Vorgänger Macdonald hatte ein Prohibitionsgesetz erlassen, doch Roblin zögerte, es konsequent durchzusetzen, da der Verkauf von Alkohol einen erheblichen Teil der Einnahmen der Provinzregierung ausmachte. Ein Referendum zur Abschaffung der Prohibition fiel 1902 knapp zu seinen Gunsten aus.
1914 konnten die Konservativen die Wahl nur noch knapp für sich entscheiden. Ein Jahr zuvor war der Bau eines neuen Parlamentsgebäudes beschlossen worden, doch die Kosten gerieten bald außer Kontrolle. Nachdem die Opposition vergeblich eine Untersuchung gefordert hatten, wandten sie sich an Vizegouverneur Douglas Colin Cameron. Dieser setzte eine Untersuchungskommission ein, die nach kurzer Zeit zahlreiche Hinweise auf korrupte Machenschaften fand. Unter dem Druck der Öffentlichkeit musste Roblin am 12. Mai 1915 von allen politischen Ämtern zurücktreten. Tobias Norris bildete eine Übergangsregierung und führte die Liberalen in einer vorgezogenen Neuwahl zu einem überwältigenden Sieg. Roblin wurde angeklagt, später aber freigesprochen.